# マルコーニ駅 (ローマ地下鉄)
マルコーニ駅(Marconi)は、ローマ地下鉄のB線の駅の一つである。
駅はオスティエンセ街道 (via Ostiense) が名前の元となったグリエルモ・マルコーニ大通りの地下を通る場所にある。出入り口はマルコーニ大通りとオスティエンセ街道にある。
この駅は最初「エウル・マルコーニ」という駅名で開業したが、「エウル・パラスポルト駅」の改名時に同じく改名した。

## 施設
- 障害者を運ぶ人員

## 周辺
- ローマ・トレ大学
- マルコーニ橋のドッグ・レース場があった。
- マルコーニ橋 この近くには季節になるとテヴェレ川を通ってオスティア・アンティーカまでいくモーターボートの発着場所がある。